# Göltzschdalbrug
De Göltzschdalbrug (Duits: Göltzschtalbrücke) is een spoorbrug en de grootste brug ter wereld die uit bakstenen is vervaardigd. Hij heeft ook enige tijd de titel hoogste spoorbrug ter wereld gehouden. De brug overspant het dal van de rivier de Göltzsch tussen de plaatsen Mylau en Netzschkau en circa 4 kilometer ten westen van Reichenbach im Vogtland in de Duitse deelstaat Saksen. Het bouwwerk is tussen 1846 en 1851 vervaardigd als onderdeel van de spoorverbinding tussen de Saksische steden Leipzig, Zwickau en Plauen naar het Beierse Hof en Neurenberg, een traject dat thans bekendstaat als de Saksen-Frankenmagistraal. Ongeveer 10 kilometer zuidwestelijker is voor dezelfde spoorlijn de soortgelijke Elsterdalbrug gebouwd.
Göltzschtalbrücke (voorheen Station Mylau) was tevens de naam van een in 1895 geopend kopstation gelegen onderaan de brug. Hier leidden twee treinverbindingen naartoe; vanaf het centraal station van Reichenbach im Vogtland en vanaf Lengenfeld (Vogtland).

## Geschiedenis

### Planning en bouw

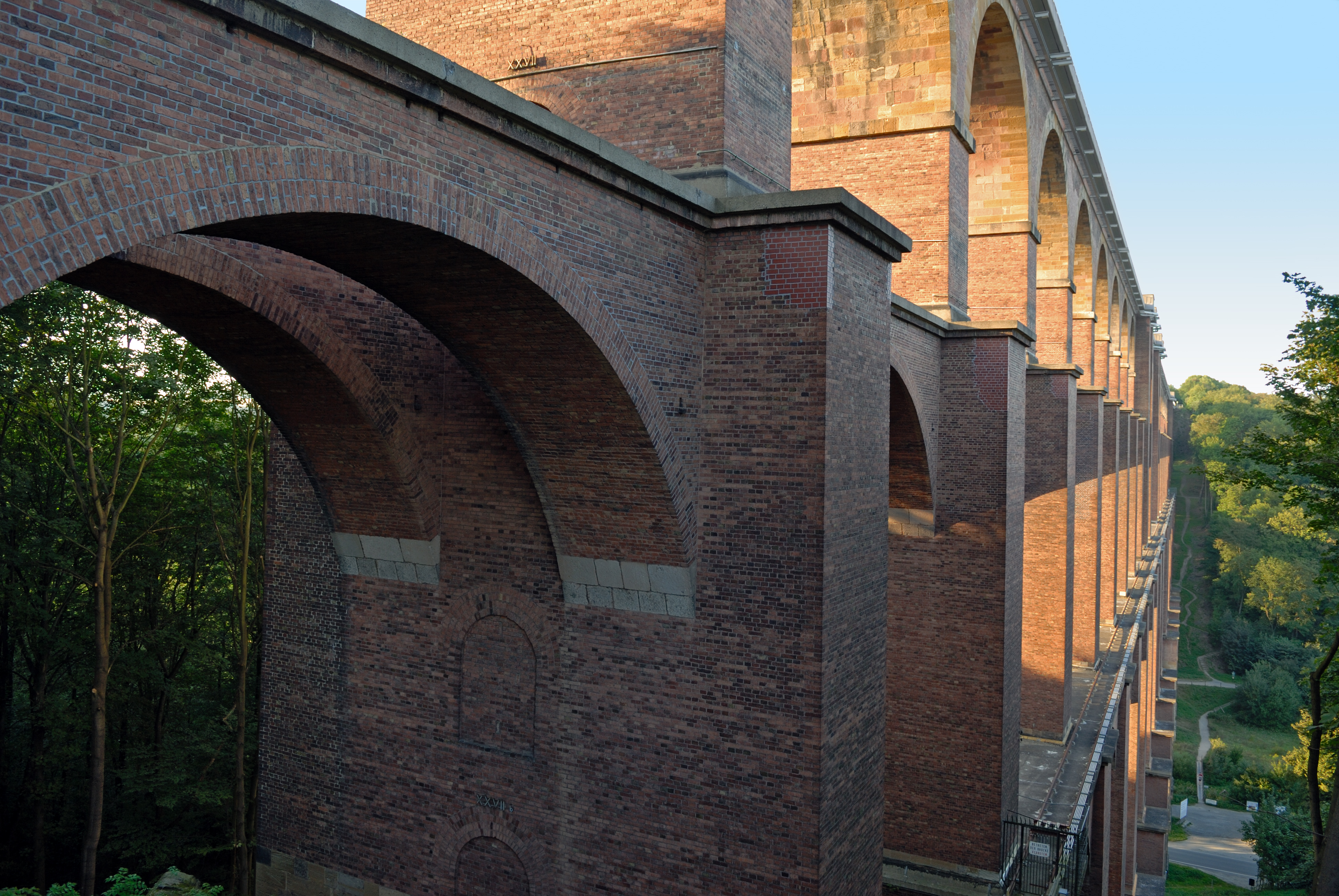
Detailopname

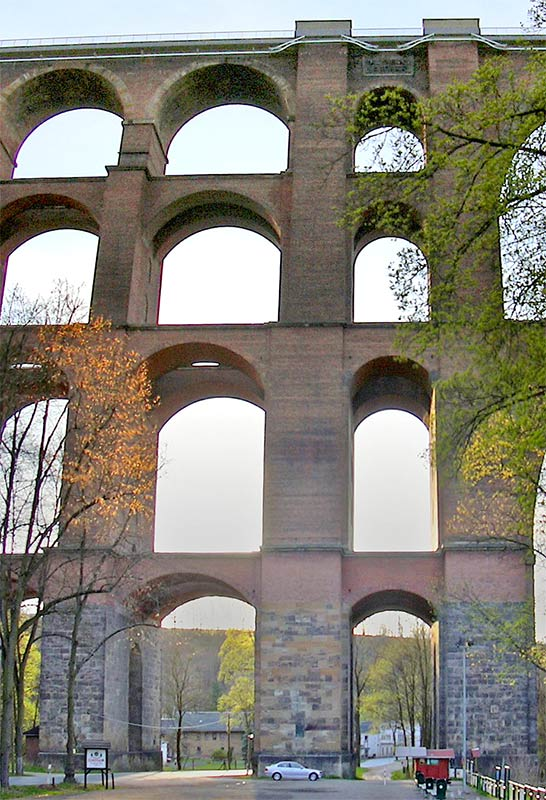
De brug vergeleken met een personenauto

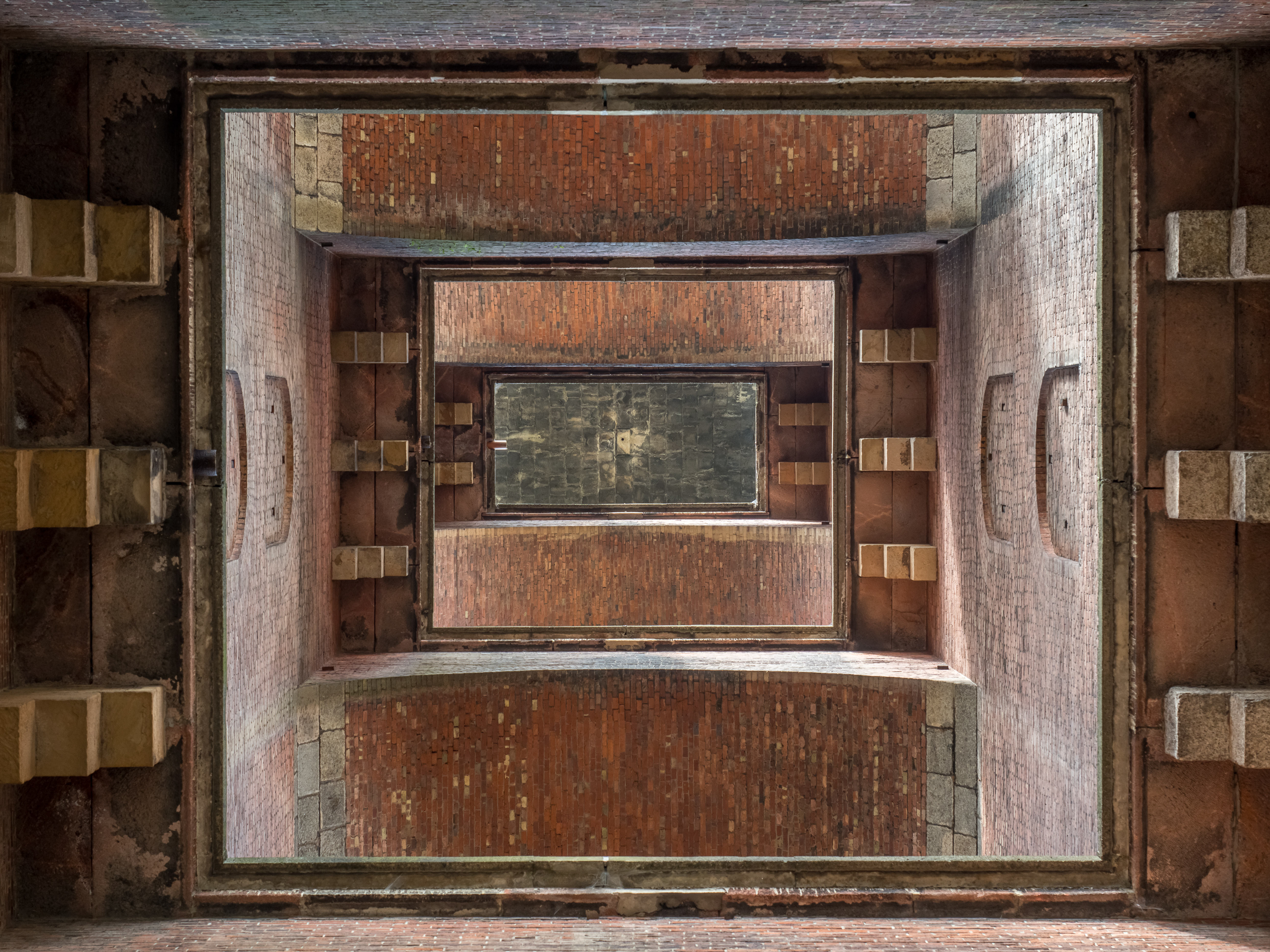
Zicht van onder naar boven

Bij de aanleg van de spoorlijn tussen Saksen en Beieren vormde het dal van de Göltzsch een van de grootste obstakels. De Sächsisch-Bayerische Eisenbahn-Compagnie beschikte echter over weinig geld en schreef daarom op 27 januari 1845 in alle grote Duitse bladen een wedstrijd uit voor een ontwerp van een financieel haalbare brug. De winnaar zou 1000 daalders aan prijzengeld ontvangen. Geen van de 81 inzendingen kon echter door middel van sterkteberekeningen aantonen dat de brug de belasting die het treinverkeer op de brug zou uitoefenen zou kunnen weerstaan. Het prijzengeld werd uiteindelijk verdeeld over vier inzendingen, maar geen daarvan werd daadwerkelijk gerealiseerd.
De juryvoorzitter, professor Johann Andreas Schubert, maakte vervolgens een eigen ontwerp op basis van de inmiddels opgedane ervaring met sterkteberekeningen, waarbij hij inspiratie putte uit de inzendingen en uit het in de zomer van 1845 voltooide viaduct in Leubnitz (Werdau). Zo ontstond de eerste brug ter wereld die geheel doorgerekend was. De werkplanner stelde voor om hoofdzakelijk bakstenen te gebruiken, destijds een erg ongebruikelijke keus. Hij koos voor deze bouwstof omdat in de omgeving veel leem voorhanden was. Daardoor waren bakstenen zowel snel als goedkoop te produceren. Alleen voor enkele cruciale punten koos hij voor het sterkere graniet.
De eerste steen werd gelegd op 31 mei 1846. Hierna moesten de plannen nog eenmaal worden herzien, toen zich enkele technische problemen voordeden. Zo was de beoogde bouwplaats in het dal niet zo stevig als voorheen aangenomen. Hoofdingenieur Robert Wilke kwam daarop met het voorstel de gelijkvormige bogen in het midden te vervangen door een grote centrale boog. Hierdoor werd het toch al indrukwekkende bouwwerk nog imposanter.
De Göltzschdalbrug was voor die tijd een buitengewoon groot bouwproject. Dagelijks werden door bijna 20 baksteenfabrieken langs de spoorlijn 50.000 bakstenen geproduceerd in de bijzondere afmetingen 28 x 14 x 6,5 cm. Voor de steiger waren 23.000 bomen nodig, hoewel andere bronnen zelfs het aantal 230.000 noemen. In totaal werkten 1.736 werknemers aan de brug, waarvan er 31 om het leven kwamen. Bij de voltooiing en officiële ingebruikname op 15 juli 1851 was de Göltzschdalbrug de hoogste spoorbrug ter wereld. Tot op vandaag is het nog steeds ‘s werelds grootste brug van baksteen.

### Verdere historie
In 1930 kon het spoor verbreed worden door het te leggen op gewapend beton voorzien van omheining.
De Wehrmacht was tegen het einde van de Tweede Wereldoorlog voornemens de brug met springstof op te blazen. Dit is uiteindelijk niet doorgegaan.
Tussen 1955 en 1958 werd het metselwerk geheel gesaneerd. Het duurde echter nog tot 1977 voordat ook alle kleine werkzaamheden zoals het plaatsen van stalen afdekplaten gereed was.
Tussen 1997 en 2000 werd de Saksen-Franken-magistraal gesaneerd. Sindsdien kunnen er op dit traject kantelbaktreinen rijden die zelfs op bochtige baanvakken een snelheid van 160 km/u kunnen bereiken. Tussen 2006 en 2008 investeerde de Deutsche Bahn 2,2 miljoen euro voor een nieuw liftsysteem voor onderhoudswerkzaamheden aan de brug. Tussen 2010 en 2012 werd het spoor tussen Reichenbach im Vogtland en Hof geëlektrificeerd. Daarbij werd het topdeel van de brug vervangen door gewapend beton, waarop 22 bovenleidingsmasten werden bevestigd.
Behalve beroemd is de brug ook berucht, omdat in de afgelopen 150 jaar velen zich van het leven beroofd hebben door een sprong in het diepe te maken. In augustus 2001 stortten drie jongeren uit het nabijgelegen Reichenbach im Vogtland zich van de brug. De in 2002 verschenen documentaire Teuflische Spiele (Duivelse spelletjes) volgt de groep achtergebleven vrienden en hun pogingen het drama te verwerken. Nadat er datzelfde jaar in slechts 8 maanden tijd 8 mensen zelfmoord hadden gepleegd, werd het toezicht door de federale politie versterkt.
Sinds 2009 staat de brug op de door de Bundesingenieurkammer samengestelde lijst van historische monumenten van de ingenieursbouwkunst in Duitsland.

## Toerisme
Aan de voet van de brug bevindt zich een klein museum. Ook kunnen toeristen met een heliumballon de omgeving van 150 m hoogte bekijken.